# ووزژایفکا (روستا)
ووزژایفکا (به لاتین: Vozzhayevka) یک منطقهٔ مسکونی در روسیه است که در استان آمور واقع شده‌است.